# 卡洛斯·德尔科索
卡洛斯·德尔科索（西班牙語：Carlos del Coso，1933年4月24日—），西班牙男子曲棍球运动员。他曾代表西班牙参加1960年、1964年和1968年夏季奥林匹克运动会曲棍球比赛，其中1960年奥运会获得一枚铜牌。